# Божидар Ферјанчић
Божидар Ферјанчић (Београд, 17. фебруар 1929 — Београд, 28. јун 1998) био је српски историчар и академик САНУ.

## Школовање и академска каријера
Основну школу и гимназију завршио је у Београду. На Филозофском факултету у Београду студирао је историју (1948 — 1953). Специјализовао се на пољу историје Византије. Радио је краће време као библиотекар Семинара за византологију, затим је добио службу професора средње школе додељеног на рад Филозофском факултету, 1957. изабран је за асистента. Докторирао је 1960. године тезом Деспоти у Византији и јужнословенским земљама (објављена исте године у издању Византолошког института). Изабран за доцента за историју Византије 1960. године. На Филозофском факултету, до пензионисања 1994, прошао је сва звања (ванредни професор 1965, редовни 1970). Наследио је Георгија Острогорског на месту шефа Катедре за византологију а од 1977. и на месту директора Византолошког института. Био је управник Одељења за историју и продекан Филозофског факултета. За дописног члана САНУ изабран је 1978. године а за редовног 1988. Био је један од почасних потпредседника Међународне асоцијације византолога.
Његова ћерка је историчарка Снежана Ферјанчић, која се бави римском историјом и редовни је професор на Филозофском факултету Универзитета у Београду.

## Научни рад
Ферјанчић је својим радом продужио дело свог учитеља Георгија Острогорског и допринео стварању особеног профила београдске византолошке школе. Тежиште рада му је у позној Византији, темама из њеног унутрашњег развоја (друштво, институције, економија), затим из византијско-словенских односа, помоћних наука, пре свега дипломатике. Споменутом књигом о деспотима положио је основу за познавање царских достојанстава у Византији и државама под њеним утицајем. Ову тему допунио је студијом о севастократорима (1968) и кесарима (1970) и проширио осветљавањем савладарства у доба Палеолога. Веома је значајан његов допринос у проучавању византијске провинције: Тесалија у XIII и XIV веку, Београд 1974, и Византијски и српски Сер у XIV столећу, Београд 1994. Покретао је рад на потпуно необрађеним темама као: Поседи византијских провинцијских манастира у градовима (1980), Оглед о парохијском свештенству у позној Византији (1983), Племство у епирској држави прве половине XIII века (1986) и друго.
Знатан део Ферјанчићевог обимног опуса може се подвести под тематику византијско-српских и јужнословенских односа. Једну бројну групу радова чине истраживања о појединим темама, о којима се подаци могу наћи у његовој библиографији, другу његови прилози у колекцији Византијски извори за историју народа Југославије, у којој је сам испунио другу књигу са одломцима из списа цара Константина VII Порфирогенита, дао важне прилоге у трећој и четвртој а нарочито у шестој књизи, где је саопштио читаву књигу одломака из Нићифора Григоре и Јована Кантакузина. Вазантијским изворима није престао да се бави пратећи нарочито напредак у проучавању списа Константина Порфирогенита али и других извора као што су византијске кратке хронике. Општи преглед је дао у књизи Византија и Јужни Словени објављеној у Београду 1966. године.
Посредством византијских извора и проучавања византијско-српских односа Ферјанчић је доспео на тле Србије и дао значајне прилоге о појединим личностима и догађајима и читава поглавља у Историји српског народа. Културни утицај Византије се специфично огледа у владарској идеологији и начину рада дворске канцеларије, нарочито у уобличавању владарских аката. Византијску компоненту у српској дипломатици осветлио је Ферјанчић настављајући напоре свога учитеља Георгија Острогорског. Писао је о византијској дипломатици, деспотским повељама, повељама севастократора и кесара.
У издању Завода за уџбенике и наставна средства, у едицији биографије недавно је објављена прва стручно написана монографија најмоћнијег владара средњовековне Србије Стефан Душан, краљ и цар (Београд 2005) коју су заједнички написали покојни Божидар Ферјанчић и његов дугогодишњи пријатељ и сарадник, такође академик, Сима Ћирковић. Поред популарног издања, монографију очекује и издање Византолошког института САНУ које ће укључити и критички апарат.

## Изабрани радови
Библиографија радова Божидара Ферјанчића објављена је у годишњаку САНУ број 86 из 1979. године.
- Ферјанчић, Божидар (1955). „О упаду Склависијана на Пелопонез за време Романа Лакапина”. Зборник радова Византолошког института. 3: 37—48.
- Ферјанчић, Божидар (1956). „О деспотским повељама”. Зборник радова Византолошког института. 4: 89—114.
- Ферјанчић, Божидар (1959). „Константин VII Порфирогенит”. Византиски извори за историју народа Југославије. 2. Београд: Византолошки институт. стр. 1—98.
- Ферјанчић, Божидар (1960). Деспоти у Византији и јужнословенским земљама. Београд: Научно дело.
- Ферјанчић, Божидар (1961). „О повељама краља Стефана Душана манастиру Трескавцу код Прилепа”. Зборник радова Византолошког института. 7: 161—168.
- Ферјанчић, Божидар (1963). „Породица Малиасина у Тесалији”. Зборник Филозофског факултета. Београд. 7 (1): 241—249.
- Ферјанчић, Божидар (1964). „Када се Евдокија удала за Стевана Немањића?”. Зборник Филозофског факултета. Београд. 8: 217—224.
- Ферјанчић, Божидар (1964). „Почеци Солунске краљевине (1204-1209)”. Зборник радова Византолошког института. 8 (2): 101—116.
- Ферјанчић, Божидар (1966). „Када је умро деспот Михаило II Анђео?”. Зборник радова Византолошког института. 9: 29—32.
- Ферјанчић, Божидар (1966). „Поседи породице Малиасина у Тесалији”. Зборник радова Византолошког института. 9: 22—48.
- Ферјанчић, Божидар (1966). „Симеон Логотет”. Византијски извори за историју народа Југославије. 3. Београд: Византолошки институт. стр. 5—9.
- Ферјанчић, Божидар (1966). „Теофанов Настављач”. Византијски извори за историју народа Југославије. 3. Београд: Византолошки институт. стр. 11—12.
- Ферјанчић, Божидар (1966). „Јован Геометар”. Византијски извори за историју народа Југославије. 3. Београд: Византолошки институт. стр. 23—30.
- Ферјанчић, Божидар (1968). „Севастократори у Византији”. Зборник радова Византолошког института. 11: 141—192.
- Ферјанчић, Божидар (1968). „Деспот Андроник Палеолог у Солуну”. Зборник Филозофског факултета. Београд. 10 (1): 227—235.
- Ферјанчић, Божидар (1970). „Севастократори и кесари у Српском царству”. Зборник Филозофског факултета. Београд. 11 (1): 255—269.
- Ферјанчић, Божидар (1971). „Теодор Продром”. Византијски извори за историју народа Југославије. 4. Београд: Византолошки институт. стр. 173—183.
- Ферјанчић, Божидар (1971). „Михаило Солунски”. Византијски извори за историју народа Југославије. 4. Београд: Византолошки институт. стр. 185—193.
- Ферјанчић, Божидар (1971). „Константин Манасије”. Византијски извори за историју народа Југославије. 4. Београд: Византолошки институт. стр. 207—214.
- Ферјанчић, Божидар (1971). „Евстатије Солунски”. Византијски извори за историју народа Југославије. 4. Београд: Византолошки институт. стр. 215—223.
- Ферјанчић, Божидар (1971). „Никита Хонијат (беседе)”. Византијски извори за историју народа Југославије. 4. Београд: Византолошки институт. стр. 225—238.
- Ферјанчић, Божидар (1971). „Писмо цара Исака II Анђела папи Целестину III”. Византијски извори за историју народа Југославије. 4. Београд: Византолошки институт. стр. 249—252.
- Ферјанчић, Божидар (1973). „Још једном о почецима титуле деспота”. Зборник радова Византолошког института. 14-15: 45—53.
- Ферјанчић, Божидар (1974). Тесалија у XIII и XIV веку. Београд: Византолошки институт.
- Ферјанчић, Божидар (1975). „Међусобни сукоби последњих Палеолога (1425-1449)”. Зборник радова Византолошког института. 16: 131—160.
- Ферјанчић, Божидар (1979). „Автокефалност српске цркве и Охридска архиепископија”. Сава Немањић-свети Сава: Историја и предање. Београд: САНУ. стр. 65—72.
- Ферјанчић, Божидар (1981). „Одбрана Немањиног наслеђа - Србија постаје краљевина”. Историја српског народа. 1. Београд: Српска књижевна задруга. стр. 297—314.
- Ферјанчић, Божидар (1981). „Освајачка политика краља Душана”. Историја српског народа. 1. Београд: Српска књижевна задруга. стр. 511—523.
- Ћирковић, Сима; Ферјанчић, Божидар (1986). „Нићифор Григора”. Византијски извори за историју народа Југославије. 6. Београд: Византолошки институт. стр. 145—296.
- Ћирковић, Сима; Ферјанчић, Божидар (1986). „Јован Кантакузин”. Византијски извори за историју народа Југославије. 6. Београд: Византолошки институт. стр. 297—575.
- Ферјанчић, Божидар (1991). „Архиепископ Данило II и Византија”. Архиепископ Данило II и његово доба. Београд: САНУ. стр. 7—18.
- Ферјанчић, Божидар (1994). Византијски и српски Сер у XIV столећу. Београд: САНУ.
- Ферјанчић, Божидар (1996). „Долазак Хрвата и Срба на Балканско полуострво (осврт на нова тумачења)”. Зборник радова Византолошког института. 35: 117—154.
- Ферјанчић, Божидар (1997). „Василије I и обнова византијске власти у IX веку”. Зборник радова Византолошког института. 36: 9—30.
- Ферјанчић, Божидар; Максимовић, Љубомир (1998). „Свети Сава и Србија између Епира и Никеје”. Свети Сава у српској историји и традицији. Београд: САНУ. стр. 13—25.
- Ферјанчић, Божидар (2000). „Стефан Немања у византијској политици друге половине XII века”. Стефан Немања-Свети Симеон Мироточиви: Историја и предање. Београд: САНУ. стр. 31—45.
- Ферјанчић, Божидар; Ћирковић, Сима (2005). Стефан Душан краљ и цар: 1331-1355. Београд: Завод за уџбенике и наставна средства.